# Liste de groupes de punk chrétien
Cet article est une liste de groupes de punk chrétien classés par ordre alphabétique.

## Liste
- Anberlin[1],[2]
- Dogwood[3],[4]
- Five Iron Frenzy[5],[6]
- Flatfoot 56[7]
- The Fold[8],[9]
- Hawk Nelson[10],[11]
- House of Heroes[12]
- Icon for Hire[13]
- The Juliana Theory[14],[15]
- The Lead[16],[17]
- MxPx[4],[18],[19]
- No Innocent Victim[20]
- Plankeye[21],[22]
- Relient K[4],[23]
- Stellar Kart[24]

### Ouvrages
- (en) Ross Haenfler, Straight Edge: Hardcore Punk, Clean-Living Youth, and Social Change, Rutgers University Press, 2006 (ISBN 978-0-8135-3851-8, lire en ligne)
- (en) Andrew Mall, « Christian Rock », dans David Horn et John Shepherd (dir.), Continuum Encyclopedia of Popular Music of the World, vol. 8: Genres: North America, Continuum, 2012 (ISBN 978-1-4411-4874-2, lire en ligne), p. 138–143
- (en) Mark Allan Powell, Encyclopedia of Contemporary Christian Music, Hendrickson Publisher, 2002, 1re éd. (ISBN 1-56563-679-1, lire en ligne)